# Rendgen
Rendgen (oznaka: R) je mjerna jedinica izvan SI sustava, a označava količinu rendgenskog ili gama zračenja potrebnu da nastane 1 elektrostatička jedinica elektriciteta (3 109 ionskih parova) po cm3 suhog zraka u standardnim uvjetima. Rendgen je ograničen samo na rendgensko zračenje i gama zračenje, što je samo dio ionizirajućeg zračenja, s energijom manjom od 3 MeV. Nazvana je 1928. prema njemačkom fizičaru Wilhelmu Röntgenu.

## Ekspozicija
Ekspozicija je zbroj električnih naboja svih iona istog naboja stvorenih u jedinici mase tvari pri prolasku rendgenskih ili gama zraka. Kratica za ekspoziciju je X. Jedinica ekspozicije izvan SI sustava je rendgen (R); 1C/kg = 3867 R.
Mjerna jedinica izvan SI sustava: 1 rendgen (R) = 258 mikrokulona po kilogramu (µC/kg)
Pretvaranje:		1C/kg = 3867 R
Ekspozicija ili izlaganje rendgenskom i gama zračenju od 500 R, u roku od 5 sati, je obično smrtonosno za čovjeka. Tipična ekspozicija za uobičajeno prirodno zračenje je oko 200 mR na godinu, što iznosi oko 23 μR/h.
U ljudskom tkivu, 1 rendgen (R) gama zračenje stvara apsorbiranu dozu od oko 0,01 grej (ili oko 1 rad). Da bi izračunali ekvivalentnu dozu, treba dobivenu vrijednost pomnožiti s faktorom kvalitete Q, koji za gama zračenje iznosi 1, tako da dobivamo 0,01 sivert (Sv). 
Na osnovu mjerne jedinice rendgen, nastala je mjerna jedinica za ekvivalentnu dozu rem (engl. Rentgen Equivalent for Men). 1 Sv = 100 rem ili rem je sto puta manja jedinica od Sv.